# 女房学校

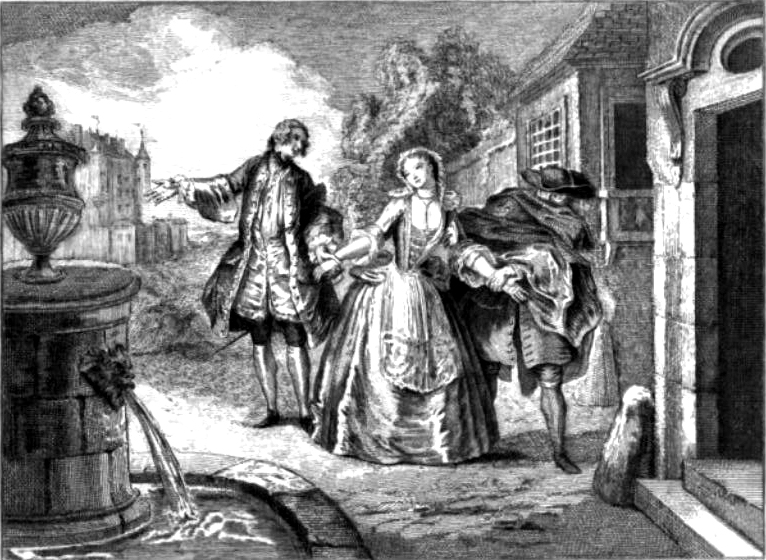
1719年刊行版の表紙

『女房学校』（仏語原題： L'école des femmes ）は、モリエールの戯曲。1662年発表。パレ・ロワイヤルにて同年12月26日初演。

## 登場人物
- アルノルフ…別名ド・ラ・スーシュ。金持ちの老紳士。
- アニェス…アルノルフが女房にしようと育てた無邪気な娘。
- オラース…アニェスの恋人。
- アラン…田舎者。アルノルフの下男。
- ジョルジェット…田舎娘。アルノルフの下女。
- クリザルド…アルノルフの友人。
- アンリーク…クリザルドの義弟。
- オロント…オラースの父、アルノルフの親友。
- 公証人

## あらすじ
舞台は町の広場から始まる。アルノルフは日ごろから、市井の夫婦たちを諷刺しては楽しんでいた。亭主はせっせと金をため、その金を女房は男に貢ぐ。彼にとってはどちらも笑いの種でしかなく、女房にするなら賢い女よりも、何も知らない無知な女こそ素晴らしいという。彼はその考えに従って、孤児であったアニェスを引き取り、修道院に入れて育ててきた。成長したアニェスはひどく無邪気で、まさに望み通りに育っていたので、明日にも結婚する決心を固める。アルノルフ邸へ親友オロントの息子、オラースがやってきた。彼はアヴァンチュールの真っ最中だと、アルノルフに告げる。また笑いの種が聞けると興味深く話に耳を傾けるアルノルフだが、なんとその相手はアニェスであった。オラースはアニェスをこれまで修道院に入れていたのがアルノルフであることを、知らなかったのである。焦ってアニェスを問いただすと、彼女もオラースに惹かれており、恋をしていることを認めてしまう。急いでアニェスと結婚するべく様々な手を打つが、オラースにアニェスを奪われてしまうアルノルフ。アルノルフはまさに「女房を教育するための学校」としての役割を務めただけなのであった。
1661年に書かれた『亭主学校』と扱っているテーマはほとんど変わらない。公演ではアルノルフをモリエールが演じた。

## 成立過程
モリエールは1662年40歳の時、劇団の20歳の女優アルマンド・ベジャールと結婚
このような中上演が開始された「女房学校」は、モリエールが生涯獲得した成功の中でも、もっとも輝かしいものであった。初演以後、翌年の復活祭までに31回の公演が行われ、モリエールの死去する1673年までに88回行われた。公開から1870年までに行われた公演は1300回以上に上るという。この作品の大成功によって、モリエールは国王から1000リーヴルの年金を獲得しただけでなく、自分の息子の代父母として国王ルイ14世夫妻を持つなど、演劇界と宮廷における地位を不動のものとするに至った。
『女房学校』が扱った娘の教育、結婚というテーマは、貴族文化が円熟期を迎え、富裕化した町人階級の台頭が目立ってきた1660年代における重要な社会・時事的問題であった。現在とは違って、当時の女性たちには恋愛や結婚に関して自由な意思など与えられておらず、父親の押し付ける結婚に従うか、それがいやなら修道院に行くか、この2つしかなかった。女性たちはこうした強制的な結婚に、親の横暴と、結婚後の夫の横暴の2重の横暴があると考えていたのである。『女房学校』は、モリエールが女性教育や自由主義擁護のために、こうした社会問題に投げつけた爆弾であったのである。
ところが、数年前まで南フランスを巡業していた旅役者に過ぎなかった男がこれほどまでに大成功を収めたことは、当然ながら同業者たちの嫉妬心を激しく炙りたて、翌年1663年に「喜劇の戦争」が勃発するのである。

## 「喜劇の戦争」勃発
1663年、「女房学校」を巡って、モリエールと作家たちの間で応酬が起こった。批判の言葉を並べるなど、直接的な方法ではなく、あくまで喜劇の形を借りての応酬であるのが特徴的である。この戦争は、以下のような経過をたどった。
- 1月、ニコラ・ボアロー＝デプレオー、「モリエールに与える詩」でモリエールを讃美
- 2月、ジャン・ドノー・ド・ヴィゼ、作品「ヌーヴェル」にて攻撃
- 6月、モリエール「女房学校批判」にて反駁、演劇に対する自説を主張。この自説がコルネイユ兄弟らの怒りを買う。
- 8月、ヴィゼ「ゼランド、またの名を真の女房学校批判」で再び攻撃
- 10月、ブールソー参戦。「画家の肖像」にて攻撃
- 同月、モリエール「ヴェルサイユ即興劇」で再度反駁
- 11月、ヴィゼ「ヴェルサイユの即興劇への返答、あるいは侯爵達の復讐」で攻撃
- モンフルーリの息子アントワーヌ、「コンデ公邸での即興劇」にて攻撃
- 1664年3月、フィリップ・ド・ラクロワ (Philippe de Lacroix)、「喜劇の戦い、またの名を女房学校の弁護」にて擁護
- 1665年までにヴィゼ、コルネイユ兄弟らと和解

また、「女房学校批判」において展開されたモリエールの主張と反論は以下の4点にまとめることができる。1点目がコルネイユ兄弟の心証を害し、不和を招いた。

## 日本への紹介
翻案という形ではあるが、現在判明している中では最も早くに日本語に翻譯された作品である。明治19年(1886年)10月31日～11月23日に読売新聞紙上において『南北梅枝態』と言う題名で連載された。訳者は「湖東生」と言う人物だが、彼については何者なのか未だ詳らかではない。

### 日本語訳
- 『亭主學校・女房學校』 鈴木力衛訳、《世界文庫》、弘文堂書房、1940年 1947年（加筆して再版）
- 『女房学校 他二篇』 辰野隆、鈴木力衛 訳、岩波文庫、1957年
- 『女房學校』 吉江喬松訳、（モリエール全集 第三卷 所収）、中央公論社、1934年
- 『女房學校』 鈴木力衛 訳、（モリエール選集 2 所収）、南北書園、1948年
- 『女房學校』 鈴木力衛 訳、（モリエール名作集 所収）、白水社、1951年
- 『女房学校』 鈴木力衛 訳、（世界古典文学全集 47 モリエール篇 所収）、筑摩書房、1965年
- 『女房学校』 金川光夫訳、（世界文学全集 第三集6巻 所収）、河出書房、1965年
- 『女房学校』 鈴木力衛 訳、（モリエール全集 2 所収）、中央公論社、1973年
- 『女房学校』 鈴木康司訳、（世界文学全集 11 所収）、講談社、1978年
- 『お嫁さんの学校』秋山伸子訳、（モリエール全集 3 所収）、臨川書店、2000年

### 翻案
- 『南北梅枝態』湖東生 訳、読売新聞掲載、1886年
- 『夫人學校』草野柴二訳、（モリエエル全集 上巻 所収）、金尾文淵堂・加島至誠堂、1908年
  - 元版　『喜劇/細君養成所』草野柴二訳、明星 1904年8月号～11月号掲載